# Pocomam-Sprache
Pocomam, auch Poqomam, ist eine Maya-Sprache, die von Indigenen, den gleichnamigen Pocomames, in Guatemala gesprochen wird.
Als Maya-Sprache wird Pocomam als Untergruppe des Pocom eingeordnet, zu welchem das ähnliche Pocomchí gezählt wird.
1995 wurde die Anzahl der Sprecher dieser Sprache mit etwa 31.000, hauptsächlich in Alta Verapaz und Jalapa (Guatemala), eingeschätzt.
Früher wurde Pocomam auch im Westen El Salvadors sowie in Honduras gesprochen.
Die klassischen Pocomames bauten Mais und Bohnen an, töpferten und produzierten Holzkohle, ihre Häuser waren vereinzelt aus Bahareque und Adobe; es gab einzelne Ansiedlungen um Kirchen oder Stadthallen.
Innerhalb des Pocoman kann unter einem Pocomam central, das in Chinautla und in El Salvador gesprochen wird, und einem Pocomam oriental, das in San Luis Jilotepeque im Departamento Jalapa gesprochen wird, und einem Pocomam Suroriental, das in Palín, einem Municipio im Departamento Escuintla, gesprochen wird, unterschieden werden.

## Landessprache
Nach der Reform des Artikels 143 der Verfassung von Guatemala ist Pocoman eine offiziell anerkannte Sprache.
Sie wird normiert durch die Academia de Lenguas Mayas de Guatemala und mit lateinischem Alphabet geschrieben.